# Koboko

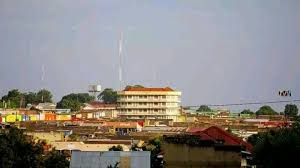
Vista de Koboko.

Koboko é um município na Região Norte de Uganda. É a capital e o principal centro comercial do distrito de Koboko. Foi em Koboko onde nasceu o ex-ditador ugandense Idi Amin,que governou Uganda entre 1971 até 1979; ele é conhecido por sua brutalidade .